# Sant’Apollinare Nuovo
Sant’Apollinare Nuovo este o biserică din secolul al VI-lea din Ravenna, renumită pentru mozaicele ei interioare. Lăcașul este înscris în lista UNESCO a patrimoniului mondial.